# Guerra, amore e fuga
Guerra, amore e fuga (The Secret War of Harry Frigg) è un film americano del 1968 diretto da Jack Smight. È una commedia ambientata in Italia durante la seconda guerra mondiale.

## Trama
Un gruppo di generali alleati, inglesi, francesi ed americani, sono catturati dagli italiani e rinchiusi in un castello. Avendo tutti lo stesso grado, non riescono a nominare un capo e i loro tentativi di evasione falliscono sempre.
Gli Alleati inviano tra loro il soldato Frigg (riuscito a scappare da numerosi luoghi di punizione per indisciplina) allettandolo con generose promesse. Frigg viene quindi nominato generale con un grado maggiore dei generali prigionieri e, dopo che si è fatto catturare, viene portato al castello dove diviene il comandante dei prigionieri. Frigg potrebbe riuscire a farli evadere presto, ma si innamora della contessa Francesca e tira le cose per le lunghe. Quando tutto è pronto per la fuga, questa viene rimandata di un giorno per permettere al buon colonnello italiano che li custodisce di essere nominato generale. Il giorno fatidico però arriva un ufficiale tedesco che dichiara che l'Italia è in mano nazista e deporta tutti i generali in un campo più sicuro, ma Frigg riesce comunque a organizzare e portare a termine la fuga di tutti quanti.

## Critica
Il Mereghetti. Dizionario dei film (1993): *
«Farsa bellica senza ritmo e senza idee...»